# Marthamyces quadrifidus
Marthamyces quadrifidus är en svampart som först beskrevs av Joseph-Henri Léveillé, och fick sitt nu gällande namn av Minter 2003. Marthamyces quadrifidus ingår i släktet Marthamyces och familjen Rhytismataceae.   Inga underarter finns listade i Catalogue of Life.